# Stade Jean-Laffon
Pour les articles homonymes, voir Laffon.
Le Stade Jean-Laffon est un stade sportif situé dans la ville de Perpignan.

## Origine du nom
Cette section ne s'appuie pas, ou pas assez, sur des sources secondaires ou tertiaires indépendantes du sujet. Le texte peut contenir des analyses inexactes ou inédites de sources primaires.
Pour l'améliorer, ajoutez-en, ou placez des modèles {{Source secondaire souhaitée}} ou {{Source secondaire nécessaire}} sur les passages mal sourcés. (décembre 2023)
Le stade Jean-Laffon tire son nom de Jean Laffon, représentant de commerce à Perpignan où il est né le 16 juillet 1884. Marié en 1912 à Hélène Vergnes, fille de juge, il meurt le 21 juillet 1916 à Cerisy, dans la Somme, à l'âge de 32 ans.
Jean Laffon était le neveu de Laure Escarguel, épouse d'autre Jean Laffon, journaliste et dirigeant du journal L'Indépendant (1839-1893), et fille du député Lazare Escarguel.

## Histoire

### Époque du rugby à XV (1908-1940)
De 1908 à 1940, le stade de la route de Thuir a accueilli des clubs de rugby à XV de Perpignan. Le 12 février 1922, il devient le stade Jean-Laffon du nom du vice-président de l'AS Perpignan tombé au champ d'honneur lors de la première guerre mondiale. En son honneur, et en l'honneur des 7 joueurs du club tués pendant le tragique conflit, un monument aux morts sera dressé dans l'enceinte du Stade. Le club catalan, non propriétaire du stade, se repliera sur le stade Aimé Giral en 1940 dont il venait de faire l'acquisition.

### Époque du rugby à XIII
Le stade Jean-Laffon devint le stade du XIII Catalan. Sa capacité était alors de 7 050 places.
Parmi les matchs internationaux de rugby à XIII disputé à Jean-Laffon, citons la confrontation France - Nouvelle-Zélande du 18 novembre 1961 devant 9 520 spectateurs. C'est le seul "test-match" qui y fut disputé, les autres rencontres concernant des matchs de Tournées, comme le fameux Australie - Catalans de France du 26 décembre 1948 (victoire des Catalans 20 à 5 devant 14 000 spectateurs).
Pendant les années 1945 à 1961, le stade Jean-Laffon a accueilli des spectateurs nombreux, dépassant de beaucoup la capacité actuelle. La finale du Championnat de France 1950 de rugby à XIII a permis une recette de 3.500.000 francs, pour 20 000 spectateurs !
À partir de 1962, le rugby à XIII prit ses quartiers au nouveau stade Gilbert-Brutus.

### Époque du football
Le stade a également été le stade de football du Perpignan FC, ancien club pro des années 80. Lorsque le club descend en championnat régional puis déménage sur Canet-en-Roussillon, Jean-Laffon perd ses tribunes les unes après les autres et n'est plus très bien entretenu par la ville, du fait de l'absence d'un « grand club » résident. 
Depuis 2008, l'OC Perpignan - club évoluant en Division Honneur Excellence depuis la saison 2011/2012 - est devenu le club "résident" du stade.

## Records d'affluence
| Rang | Date | Sport    | Adversaire 1 | Score | Adversaire 2           | Compétition (Tour)                                                          | Affluence |
| ---- | ---- | -------- | ------------ | ----- | ---------------------- | --------------------------------------------------------------------------- | --------- |
| 1    | 1995 | Football | FC Perpignan | 0-0   | Olympique de Marseille | Championnat de France de football de deuxième division 1994-1995            | 9000      |
| 2    | 1996 | Football | FC Perpignan | 0-2   | Olympique de Marseille | Championnat de France de football de deuxième division 1995-1996            | 9000      |
| 3    | 1992 | Football | FC Perpignan | 0-0   | RC Strasbourg          | Championnat de France de football de deuxième division 1991-1992 (Groupe B) | 7356      |
| 4    | 1993 | Football | FC Perpignan | 0-1   | AS Cannes              | Championnat de France de football de deuxième division 1992-1993 (Groupe A) | 6756      |
| 5    | 1992 | Football | FC Perpignan | 2-3   | Girondins de Bordeaux  | Championnat de France de football de deuxième division 1991-1992 (Groupe B) | 6200      |
| 6    | 1992 | Football | FC Perpignan | 1-1   | Stade ruthénois        | Championnat de France de football de deuxième division 1991-1992 (Groupe B) | 6061      |
| 7    | 1992 | Football | FC Perpignan | 1-3   | FC Mulhouse            | Championnat de France de football de deuxième division 1991-1992 (Groupe B) | 6000      |
| 8    | 1943 | Football | Perpignan    | 0-3   | Sporting Club sétois   | ??                                                                          | 6000      |
| 9    | 1954 | Football | FC Perpignan | 1-0   | RC Paris               | Championnat de France de football de deuxième division 1953-1954            | 5889      |
| 10   | 1992 | Football | FC Perpignan | 0-0   | FC Annecy              | Championnat de France de football de deuxième division 1991-1992 (Groupe B) | 5836      |